# راه‌آهن‌های لندن و قاره‌ای
راه‌آهن‌های لندن و قاره‌ای (انگلیسی: London and Continental Railways) یک شرکت توسعه املاک و مستغلات متعلق به دولت بریتانیا است.
این شرکت که در سال ۱۹۹۴ تأسیس شده در ابتدا به عنوان یک کنسرسیوم خصوصی برای ساخت خط ۱ قطار تندرو بریتانیا و خدمات مسافری ریلی تحت قرارداد با دولت بریتانیا ایجاد شد اما پس از ساخت پروژه‌های مختلف و مشکلات مالی به وجود آمده برای شرکت به مالکیت دپارتمان حمل و نقل بریتانیا در آمد.